# 備前前堀川
備前前堀川（びぜんまえほりがわ）は、埼玉県北東部を流れる利根川水系の一級河川である。
名称に『備前』を冠しているのは、江戸時代の初期に堀を開削した伊奈忠次が、備前守の官位を賜っていたことに由来する。
ここでは備前前堀川のほか、その支川についても述べる。

## 概要
埼玉県久喜市所久喜で、加須市から南流する農業排水路の五ヶ村落を合流して端を発する。ここから川に沿って清久工業団地までの約700メートルに桜並木があり、清久さくら通りと名付けられて久喜市内の桜名所の一つとなっている。久喜市清久町において西側より流下する備前堀川と中堤防にて面し並行して流れる。この区間ではかつての農村の雰囲気をよく保存している。また環境学習の場所としてもよく利用される。。
途中、外谷落・磯沼落および仏供田落を合流、宮代町の和戸橋東側にて北側より流下する大落古利根川と合流する。
上流域では用水堰が設けられ、農業用水としての利水もある。新川用水との合流付近には「万年堰」という堰が設けられており、1902年（明治35年）に建設されて1979年（昭和54年）に撤去された旧堰の記念碑もある。
この備前前堀川は1728年（享保13年）に河原井沼での新田開発に併せ、沼の北縁に沿って流下するように河原井沼周辺では附廻堀として整備された。この河川の開削当初の名称は新笊田堀（しん ざるたぼり）とされていた。

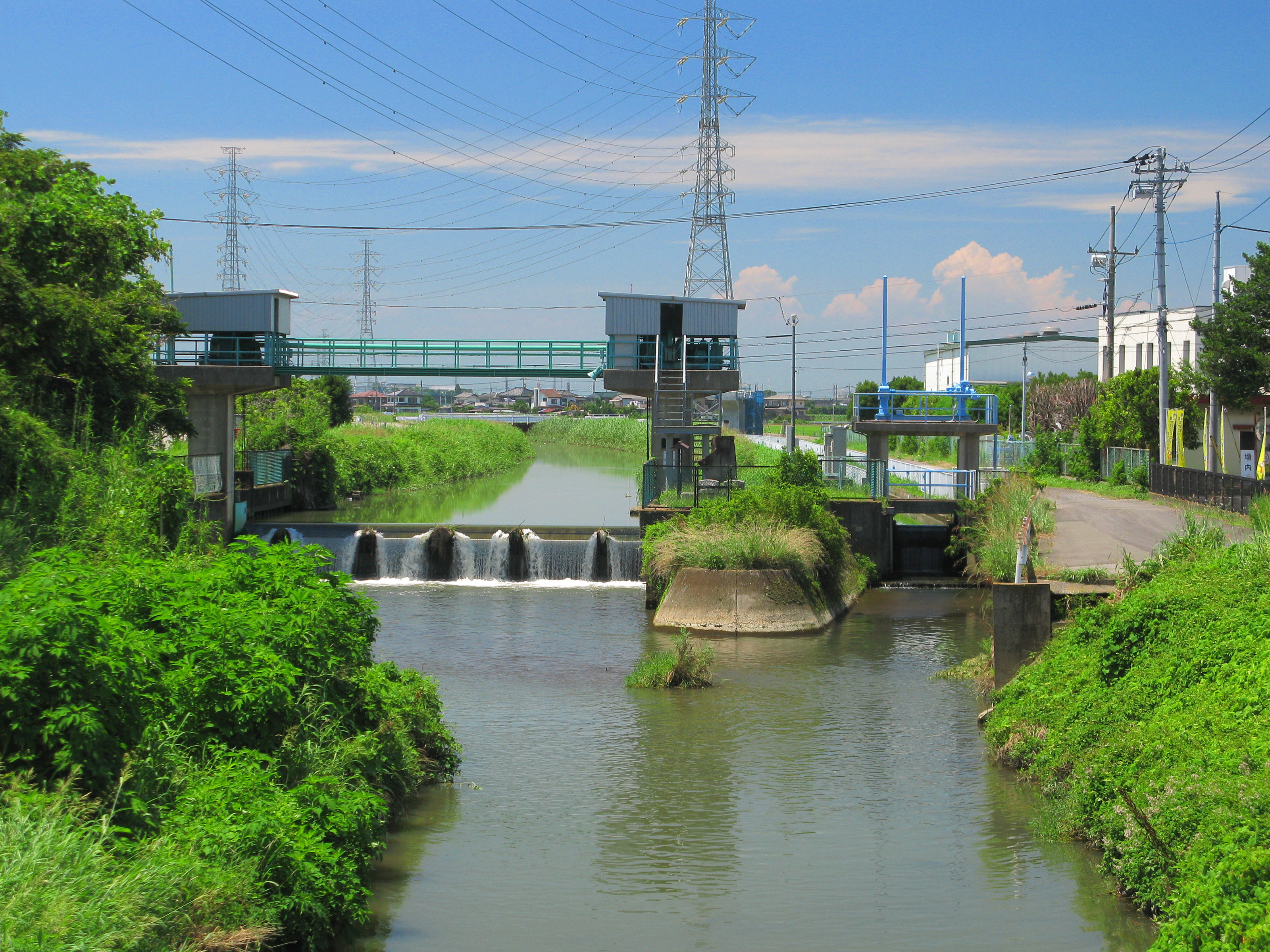
新川用水と備前前堀川の合流点にある万年堰

合流
- 五ヶ村落 - 当川起点
- 清久大池・清久西池との水路
- 外谷落
- 磯沼落
- 新川用水
- 仏供田落

## 橋梁
- 宮前橋
- 金子橋
- すなたぎ橋
- 堀の内橋
- 五ケ村橋
- 五ケ村落橋（埼玉県道12号川越栗橋線） - 管理起点

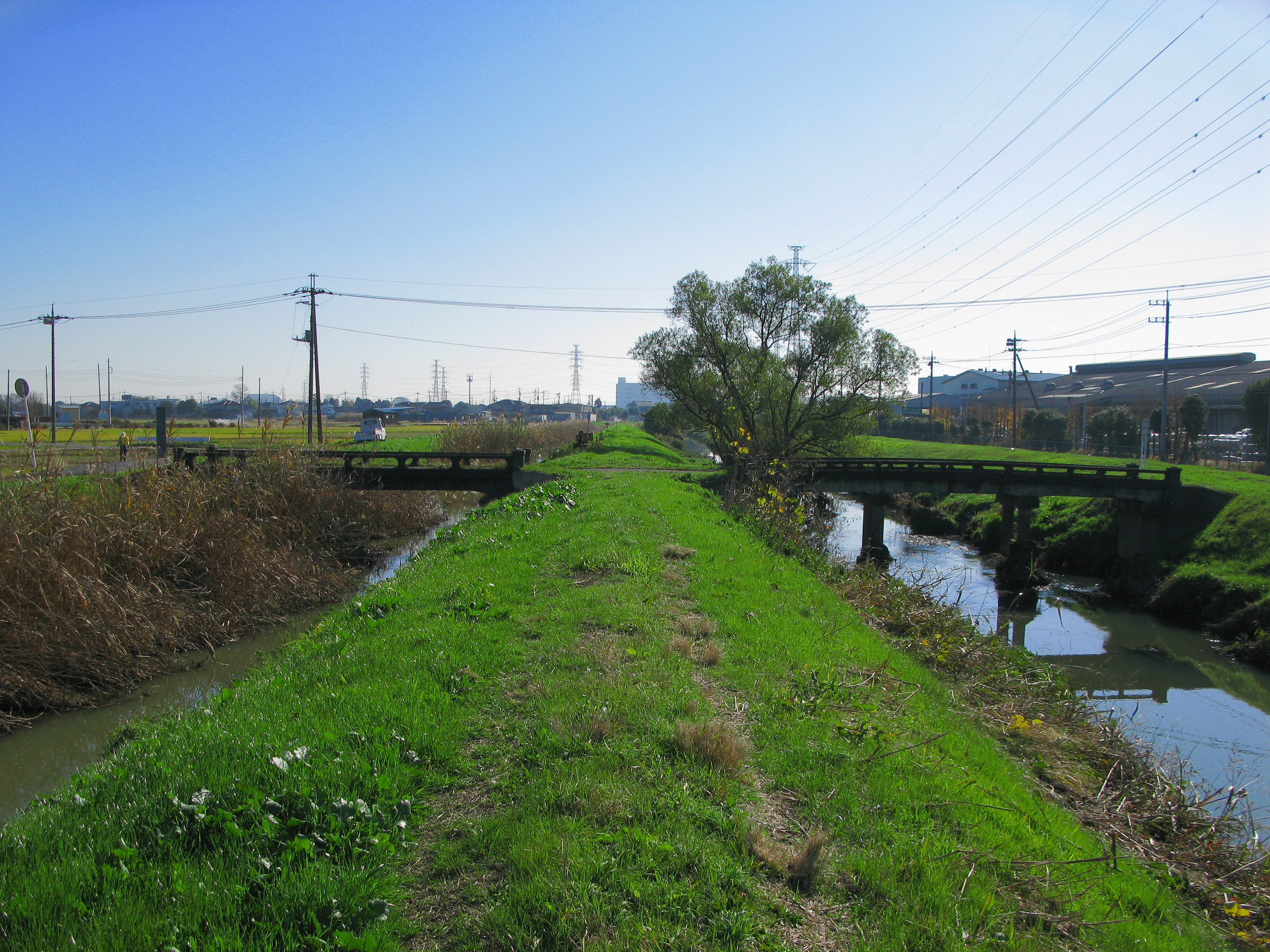
備前前堀川と備前堀川が平行して流れる区間（向かって左が前堀新橋）

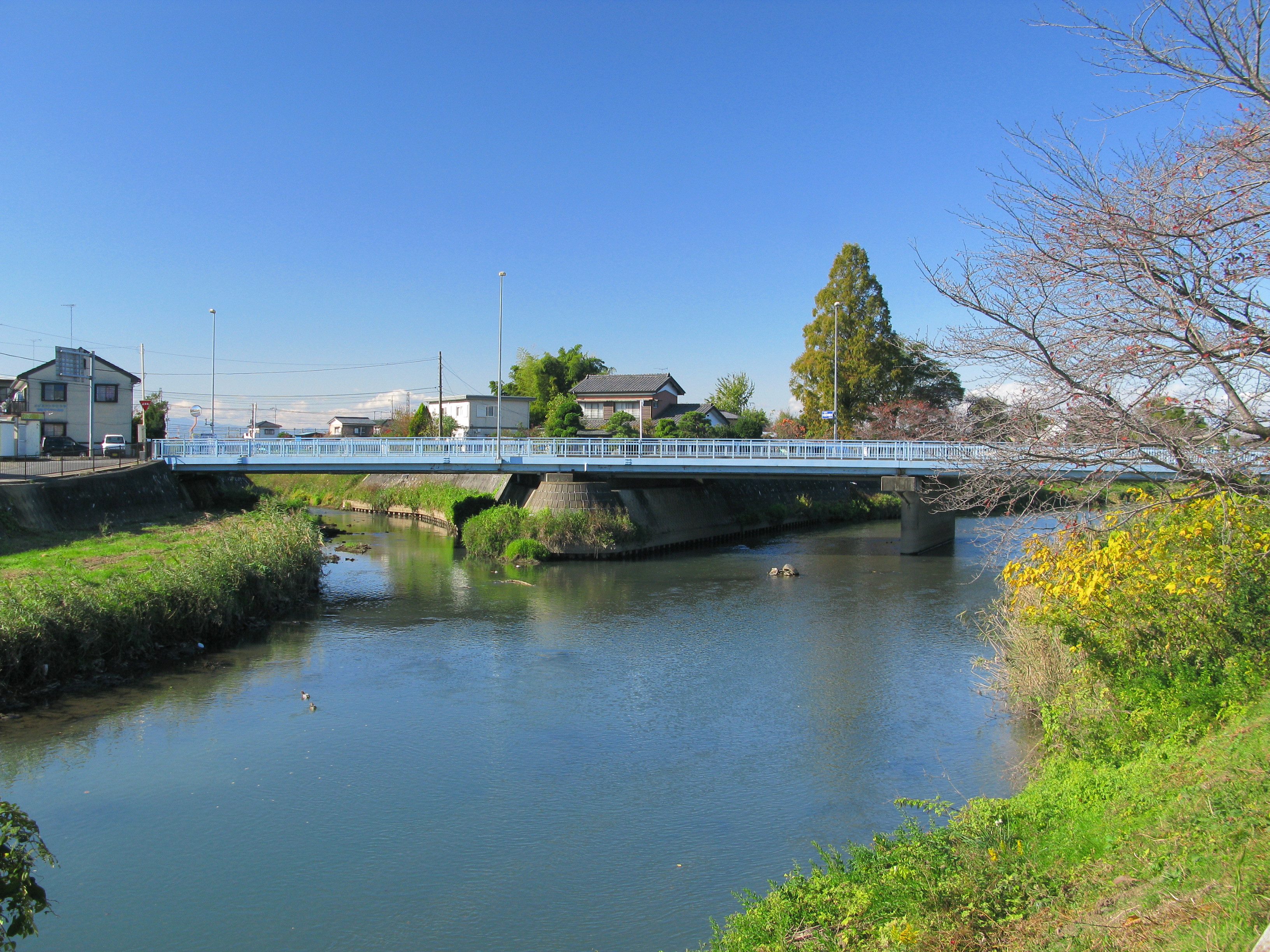
備前前堀川と大落古利根川の合流点

- 名称不明
- 下谷橋
- 西谷大橋

- 前堀新橋
- 備前前堀大橋（久喜･菖蒲公園通）
- 勝橋
- 東北自動車道
- 備前前堀橋（埼玉県道3号さいたま栗橋線）
- 宮前大橋（埼玉県道87号上尾久喜線）
- 青柳新橋
- 備前前堀川橋梁（東北新幹線）
- 新堀川橋梁（東北本線）
- 太北橋
- 皆代橋

- 名称不明（人道橋）
- 下万田第一高架橋（圏央道）
- 千年橋
- 名称不明
- 備前前堀川橋梁（東武伊勢崎線）
- 本郷橋（埼玉県道85号春日部久喜線）
- 名称不明
- 和戸小橋（埼玉県道65号さいたま幸手線）

## 五ヶ村落
五ヶ村落（ごかそんおとし）は、埼玉県加須市および久喜市を流下する河川である。

### 概要
この五ヶ村落は備前前堀川の上流河川であり、久喜市所久喜にて備前前堀川と変称し流下する農業排水路である。このため加須市内での流域周辺は主に水田などの農地となっている。久喜市の流域周辺では集落もみられる。また、加須市北辻のほぼ中央部周辺には北辻沼の掘り上げ田が幾分か現存しており、この掘り潰れからの排水路が五ヶ村落へと流入している。
五ヶ村落という名称は開削当初の関係5ヶ村にちなんだものであり、小浜村・大室村・油井ヶ島村・辻村・今鉾村を指している。
合流
- 北辻沼からの農業排水路

### 流路
- 加須市油井ヶ島の中北部にて東南東に向かい流下する。この区間での流域周辺は水田などの農地となっている。
- 大室の南部を東南東に向かい流下する。この区間では流域南側に所在している大室沼と接続する。
- 北辻の南西部を東南東へ流下する。油井ヶ島より北辻までは直線的な流路となっている。また北辻（西側）と今鉾（東側）の境界付近にて、北辻のほぼ中央部に所在している北辻沼からの排水路が北側より流下し、合流する[7]。
- 今鉾の北部にてやや南東へと流路を変え、今鉾東部にて南へと流路を変え流下する。
- 久喜市六万部の西部を南南東へ流下する。
- 再び流域が加須市となり、割目の東部をやや南南東へ向かい流下する。
- 流域が久喜市となり、北中曽根の北東部を南南東へと流下し、川越栗橋線の北方約50mの地点にて東南東へと流路を変え流下する。
- 五ヶ村橋付近より川越栗橋線の北側に並行し、六万部・所久喜を東南東へ流下する。
- 川越栗橋線の「清久さくら通り入口」交差点の東側にて川越栗橋線を南側へと横断し、備前前堀川起点へと至り五ヶ村落は終点となる。
- 終点：備前前堀川

### 橋梁
- （埼玉県道370号北中曽根北大桑線）
- 宮前橋
- 金子橋
- すなたぎ橋
- 堀の内橋
- 五ヶ村橋
- （埼玉県道12号川越栗橋線）

### 流域周辺所在の施設
- 大室沼
- 水深第三揚水機場
- 北辻沼
- 揚水機場（久喜市六万部）

## 外谷落
外谷落（そとやおとし）は、埼玉県久喜市を流下する農業排水路である。

### 概要
この外谷落は主として、久喜市所久喜の集落の所在する微高地より西側に所在する水田などの農地の中を流下する水路で、主として農業排水路として用いられている（この所久喜の集落の東側では磯沼落が主要排水路となっている）。また、六万部（北側）と所久喜（南側）との境界、六万部側に「清久第一地区 農業集落排水処理施設」（ふれあい公園）が設けられており、外谷落はこの施設にて処理された生活排水の放流先となっている。なお、流路の詳細に関しては下記の流路節を参照されたい。
外谷落という名称は流域周辺に所在する「外谷」という小字にちなんだものである。河原井沼における新田開発以前には河原井沼へと流入する流路となっていたが、この新田開発の際に新笊田堀（現在の備前前堀川）へと流出するよう再整備されている。しかし整備された当初は落ち口があまり良くなく、やや排水不良であった。

### 流路
- 久喜市六万部の南部、ふれあい公園の北側にて「清久第一地区 農業集落排水処理施設」からの処理水が放流される。その後、それまでの西方への流路より南へと曲流し、所久喜に至り南南西へ向かい流下する。
- 所久喜西部の字外谷・字西谷・字西脇などの農地（主に水田）の中を南南西へ向かい流下する[10]。
- 所久喜の南西部（北側）、河原井町（南側）との境界にて北西より流下してくる備前前堀川へと至り、合流・終点となる。
- 終点：備前前堀川

### 流域周辺所在の施設
- 清久第一地区 農業集落排水処理施設（ふれあい公園）
- むさしの園 並木

## 磯沼落

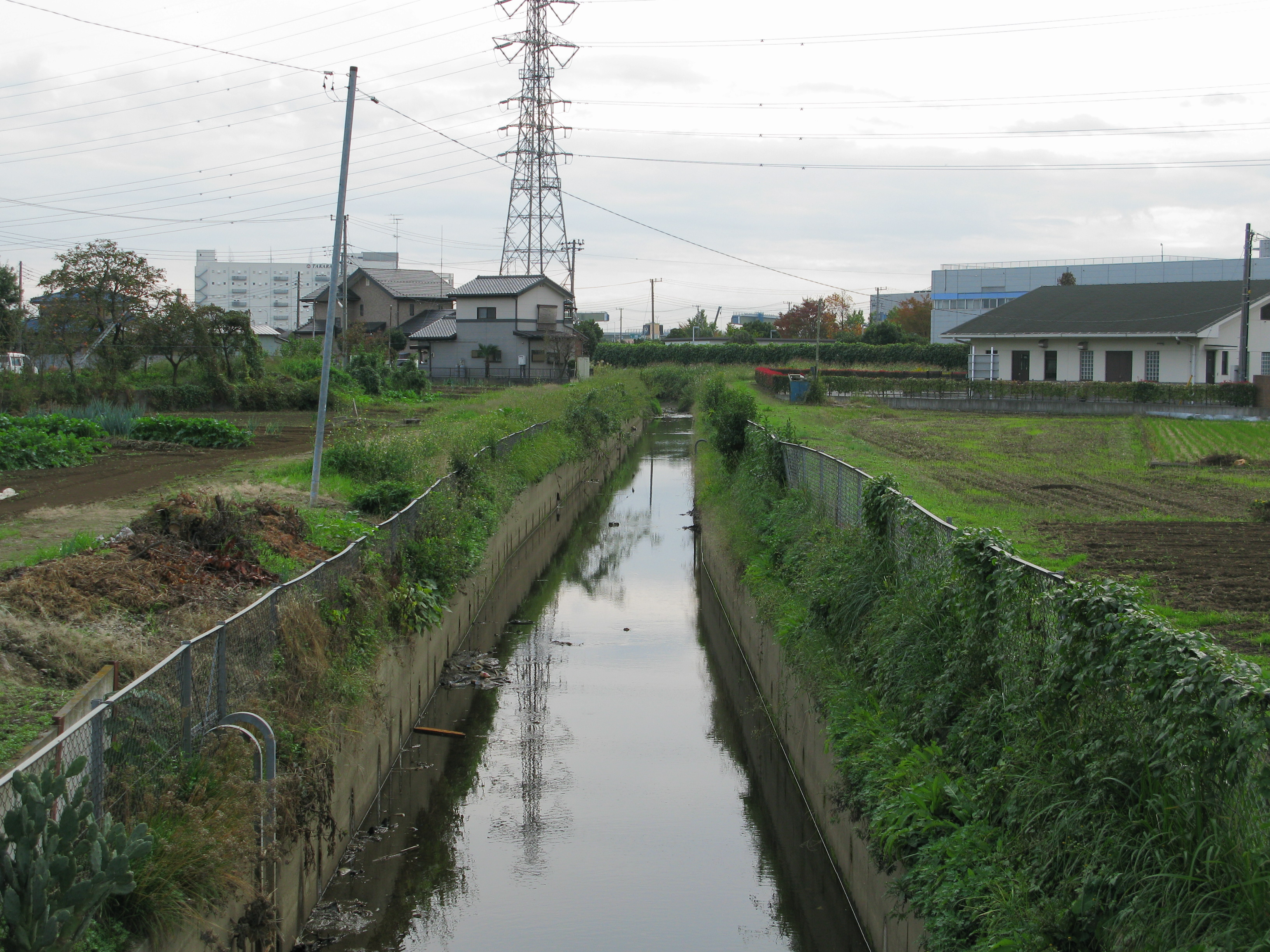
久喜市江面地区

磯沼落（いそぬまおとし）は埼玉県久喜市を流れる普通河川である。

### 概要
名称は上清久の小字である磯沼に由来する。磯沼という地区は沼地であったが、この地域において新田開発が行われた際に整備されたのが磯沼落である。磯沼は白幡沼（字白幡）とともに幅2間程の堀を掘り、掘り上げ田形式にて開発された。沼として残っていた部分は1944年（昭和19年）に食糧増産のため埋め立てられた。また、上清久字磯沼や六万部字磯沼では耕地整理が行われた。磯沼落に関しても、ふるさと農園久喜緑風館の周辺流域において河川改修が行われた。
磯沼落は元々旧清久村・江面村（現・久喜市）流域の新田で利用されていた新川用水の農業排水路で、農地の中を主に流れる。周辺の農業排水を集めながら下清久と上清久の境界を南へ流れ、東北自動車道をくぐって所久喜と江面の境界を流下。久喜インターチェンジの南方約500m付近で備前前堀川に合流し、終点となる。詳細な流路に関しては下記の流路節を参照されたい。
合流
- 塚堀用水

### 流路
- 東京理科大学久喜キャンパスの西側沿いを南西へ流下する。
- 上清久字磯沼を南へ流れる。
- 埼玉県立久喜特別支援学校の西方を南南西へ流下する。
- 川越栗橋線の西側沿いを南へ流れる。
- 下清久（東側）と上清久・六万部（西側）の境界の水田地域を南へ流れる。
- ふるさと農園久喜と緑風館の間を南へ流下する。
- 東北自動車道を横断し南へ流下する。約100m程流下したところの下清久（北東）・江面（南東）・六万部（北西）・所久喜（南西）の境界にて東北東より流下してくる塚堀用水が磯沼落へと流入する。
- 江面（東側）と所久喜（西側）の境界の水田地域を南へ流れる。
- 江面字相野谷（東側）と所久喜字白山下（西側）の境界の水田地域を南へ流れる。
- 江面字小谷にて西方より流下してくる備前前堀川の左岸に合流し、終点となる。
- 終点：備前前堀川

### 橋梁
- （埼玉県道12号川越栗橋線）
- （埼玉県道12号川越栗橋線）
- （東北自動車道）
- 東谷橋
- 勝沼橋
- 白山前橋
- （市道：久喜・菖蒲公園通り）

## 仏供田落

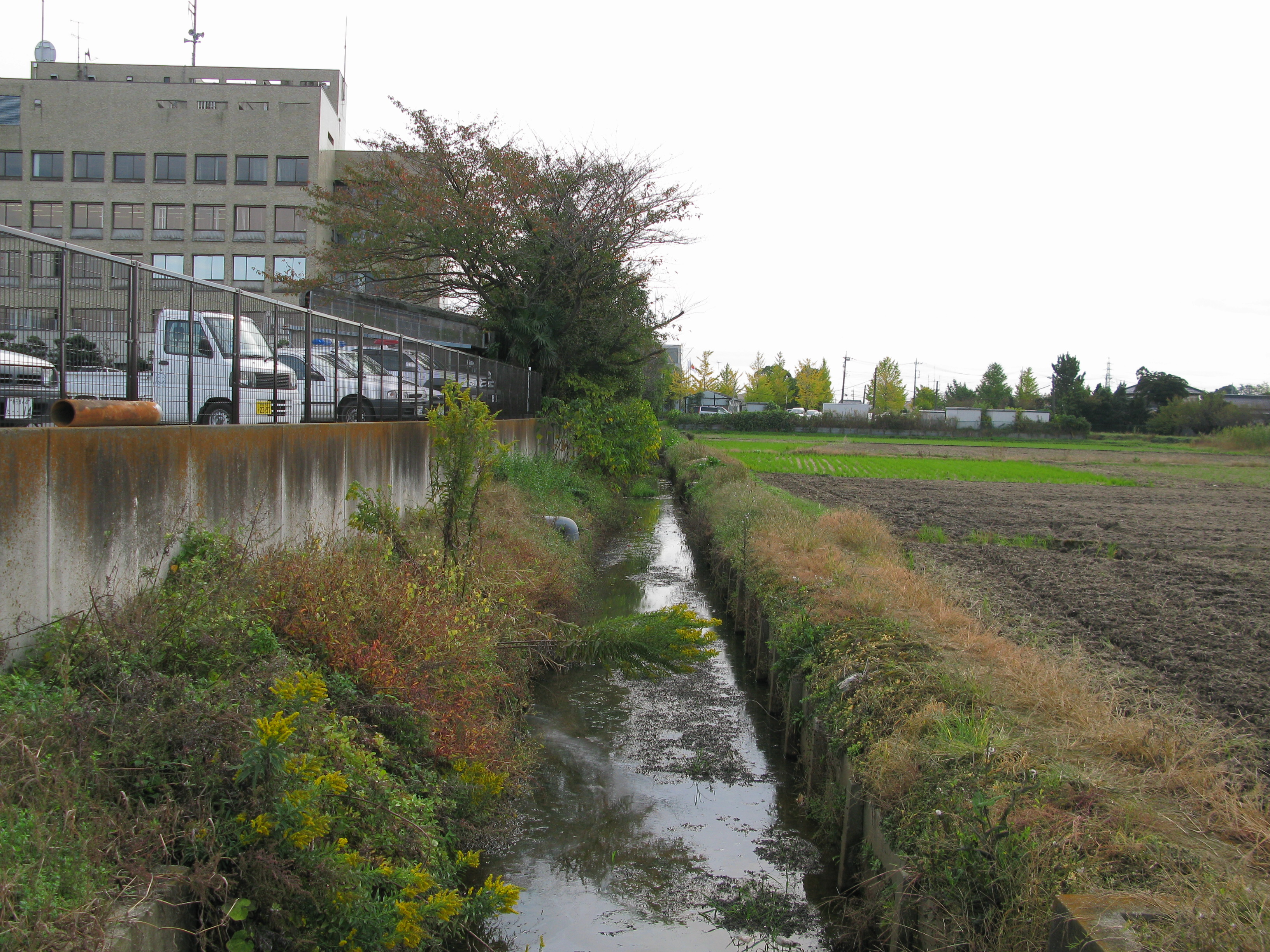
久喜市下早見地区市役所付近

仏供田落（ぶっくでんおとし）は、埼玉県久喜市・南埼玉郡宮代町を流れる普通河川である。

### 概要
埼玉県久喜市上早見字駒の蓮ヶ原川との分流地点（久喜市立久喜南中学校より北東およそ50m）を起点としている。久喜市役所付近で一旦暗渠となり、久喜総合文化会館の北東側にて開渠となったのち南東へ流下する。久喜宮代衛生組合付近から備前前堀川の北側を並行して流れ、南埼玉郡宮代町大字和戸字沼の東武伊勢崎線橋梁西側にて備前前堀川に自然合流する。流路の詳細については下記の流路節を参照されたい。
仏供田落は元々は旧久喜町や旧江面村地域の水田などで利用される新川用水からの農業排水路として整備された。名称の仏供田（ぶっくでん）は下早見の小字で、「寺に供えた田」という意味と推察されている。地域的には現在の久喜総合文化会館やその周辺を指す。開削当時はこの付近を起点としていたことにより、仏供田落の名称がついた。
現在、起点付近では主として水田などの農地の中を流下し、久喜市役所本庁舎や久喜総合文化会館の周辺では市街地となる。その後は南（地名）や久喜東などの市街化区域（北側）と下早見の市街化調整区域（南側）との境界を成す。この流域より下り、新日本ガス久喜事業所周辺の集落を抜けると再び流域周辺は農地となる。

### 流路
- 起点：久喜市上早見字駒の蓮ヶ原川より南東へ樋管（土管）にて分水。
- 分水後、すぐに開渠となり、上早見字駒を南東へ流れる。
- 下早見字駒河内を南東へ流下する。
- 久喜市役所本庁舎の西側を流下し、久喜市役所南側にて暗渠となり、市役所通りを横断する。その後、久喜総合文化会館の広場下および銅像・けやきの植栽下を暗渠として東へ流下し、久喜総合文化会館の北東側にて開渠となる。
- 開渠となった後は下早見字仏供田を南東へ流れる。
- 南4丁目・南3丁目・南2丁目・久喜東6丁目（北側）と下早見字仏供田・字下影など（南側）の間を南東へ流下する。また久喜東6丁目付近では一部「南東・東北東・南東」方面へと蛇行する区間がある。
- 下早見字亀尻・字蛭子（北側）・下早見字上万田・字下万田（南側）の間を南東へ流れる。
- 南埼玉郡宮代町大字和戸字向芝原を東南東へ流れる。久喜宮代衛生組合の東側からは備前前堀川の北側に並行し流下する。
- 大字和戸字沼の北側周辺、東武伊勢崎線橋梁西側にて備前前堀川と自然合流し、終点となる。
- 終点：備前前堀川

### 橋梁
- 暗渠区間（市道：市役所通り、久喜総合文化会館）
- （埼玉県道87号上尾久喜線）
- （東北新幹線側道）
- 東北新幹線高架橋梁
- （東北本線側道）
- （東北本線）